# Wetzel County
Das Wetzel County ist ein County im US-Bundesstaat West Virginia. Bei der Volkszählung im Jahr 2020 hatte das County 14.442 Einwohner und eine Bevölkerungsdichte von 15,5 Einwohnern pro Quadratkilometer. Der Verwaltungssitz (County Seat) ist New Martinsville.

## Geographie
Das County liegt im Norden von West Virginia und grenzt im Westen an Ohio, wobei die Grenze durch den Ohio River gebildet wird. Im Nordosten wird die Grenze zu Pennsylvania durch die Mason - Dixon - Linie gebildet, deren Verlängerung das County vom Northern Panhandle West Virginias abgrenzt. Das Wetzel County hat eine Fläche von 936 Quadratkilometern, wovon sechs Quadratkilometer Wasserfläche sind.
An das Wetzel County grenzen folgende Nachbarcountys:
|                      | Marshall County  | Greene County (Pennsylvania)     |
| Monroe County (Ohio) |                  | Monongalia County, Marion County |
| Tyler County         | Doddridge County | Harrison County                  |

## Geschichte
Das Wetzel County wurde am 10. Januar 1846 aus ehemaligen Teilen des Tyler County gebildet. Benannt wurde es nach Lewis Wetzel (1763–1808), einem Grenzer und Indianerkämpfer deutscher Abstammung.

## Demografische Daten

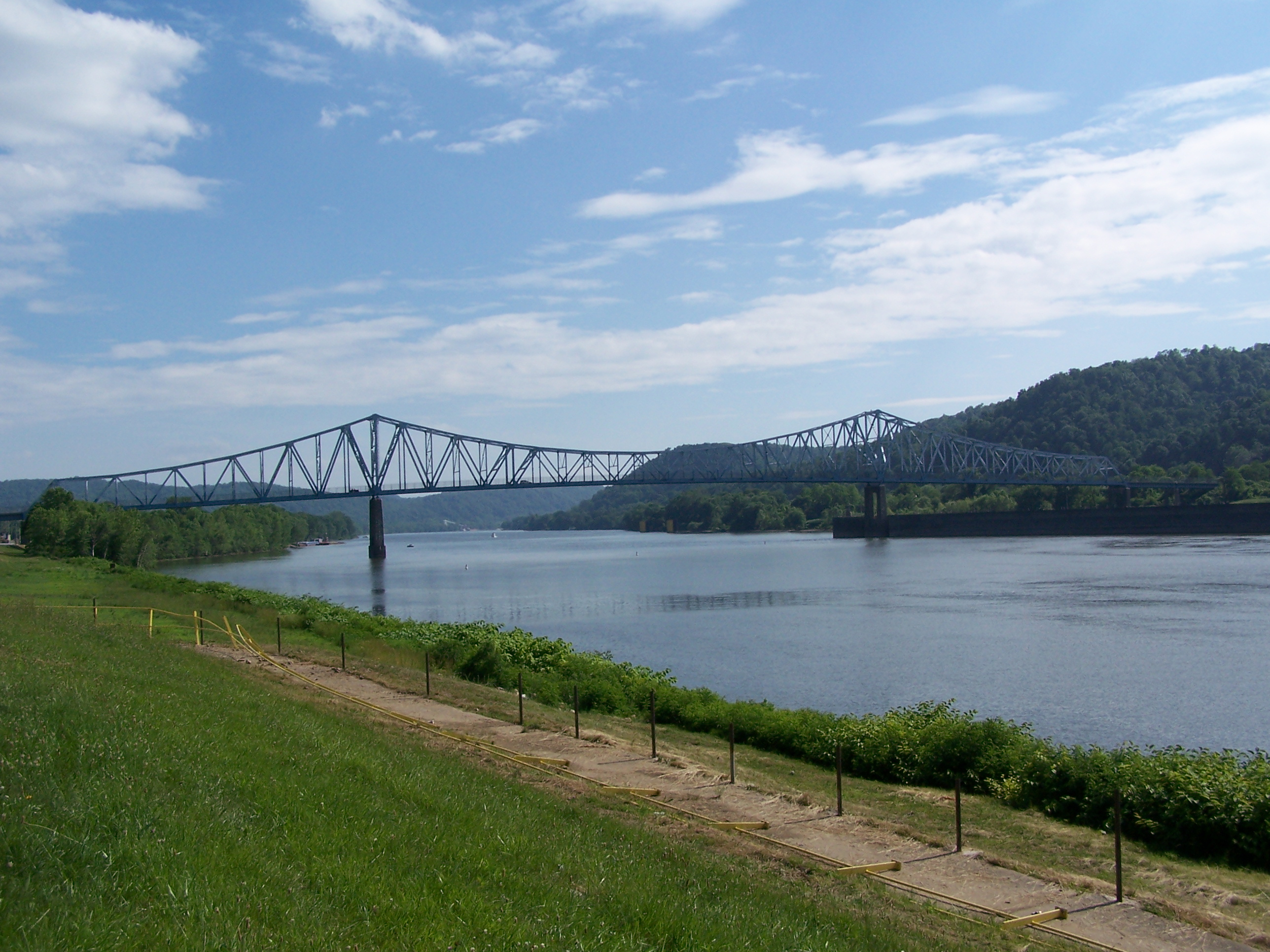
Die New Martinsville Bridge über den Ohio River

Nach der Volkszählung im Jahr 2010 lebten im Wetzel County 16.583 Menschen in 7.071 Haushalten. Die Bevölkerungsdichte betrug 17,8 Einwohner pro Quadratkilometer.
Ethnisch betrachtet setzte sich die Bevölkerung zusammen aus 98,7 Prozent Weißen, 0,1 Prozent Afroamerikanern, 0,1 Prozent amerikanischen Ureinwohnern, 0,2 Prozent Asiaten sowie aus anderen ethnischen Gruppen; 0,6 Prozent stammten von zwei oder mehr Ethnien ab. Unabhängig von der ethnischen Zugehörigkeit waren 0,5 Prozent der Bevölkerung spanischer oder lateinamerikanischer Abstammung.
In den 7.071 Haushalten lebten statistisch je 2,33 Personen.
20,9 Prozent der Bevölkerung waren unter 18 Jahre alt, 59,6 Prozent waren zwischen 18 und 64 und 19,5 Prozent waren 65 Jahre oder älter. 50,9 Prozent der Bevölkerung war weiblich.

Das jährliche Durchschnittseinkommen eines Haushalts lag bei 37.787 USD. Das Prokopfeinkommen betrug 19.690 USD. 18,7 Prozent der Einwohner lebten unterhalb der Armutsgrenze.

## Städte und Gemeinden
Citys
- New Martinsville
- Paden City1

Towns
- Hundred
- Pine Grove
- Smithfield

Census-designated places (CDP)
- Jacksonburg
- Littleton
- Reader

Unincorporated Communitys
| - Big Run - Brink2 - Burton - Coburn - Earnshaw | - Folsom - Green Hill - Hastings - Knob Fork - Porters Falls | - Proctor - Rockport - Wileyville |

1 – teilweise im Tyler County

2 – teilweise im Marion County